# Ernst Brücher
Ernst Brücher (* 8. Dezember 1925 in Berlin; † 12. November 2006 bei München) war ein deutscher Verleger von Kunstbüchern.

## Leben

### Jugend
Ernst Brücher wurde 1925 als Kind von Paul Joseph Brücher aus Sulzbach und der Elisabeth Marie Pick aus Dresden geboren. Die Eltern, obwohl ursprünglich nicht von dort, waren geachtete Mitglieder der Berliner Vorkriegsgesellschaft. Ernst war das jüngste von fünf Geschwistern, darunter seine Schwester Hildegard Hamm-Brücher. Nach dem frühen Tod der Eltern wurden die Geschwister von ihren Vormündern getrennt in verschiedenen Internaten durch den Krieg gebracht, bis Ernst kurz vor Ende des Krieges als sog. „Halbjude“ – die Mutter war Jüdin – in ein Lager gebracht wurde, wo er auf seinen älteren Bruder Dietmar traf. Gemeinsam gelang ihnen dann in den letzten Tagen des Krieges die Flucht.
Das Kriegsende erlebte er in Bayern, von wo aus er zunächst als Kurier arbeitete, dann als Journalist. Brücher studierte Germanistik und Kunstgeschichte. Er schrieb für mehrere Zeitungen und Zeitschriften, sowie ein seinerzeit veröffentlichtes, aber verschollenes Buch mit dem Titel „Tür und Schwelle“.

### Beruflicher Werdegang
Nach einem Aufenthalt in Frankreich, wo er im Bergwerk arbeitete, sowie in den USA, wo er gemeinsam mit seinem Bruder Dietmar Arbeitsmöglichkeiten in Technik und Lehre erkundete, heiratete er seine Jugendliebe Majella Neven DuMont und zog mit ihr nach Köln. Dort bekamen sie vier Kinder. In Köln begann Ernst als Assistent der Geschäftsführung bei DuMont-Schauberg und übernahm zügig die Leitung der Druckereien (Zeitungen, Tiefdruck und Akzidenz-Hochdruck). Hier wurden schon zu dieser Zeit – wegen der anerkannten Qualitätsleistung der Druckereien – Druckaufträge für hochwertige Kunstbücher aus dem Ausland abgewickelt.

### Karriere als Verleger
Da dem DuMont-Schauberg-Verlag, zu dieser Zeit nur als Zeitungsverlag bekannt, historisch immer schon ein Buchverlag beigeordnet gewesen war, fand dann die Idee der befreundeten internationalen Verleger Fritz und Andreas Landshoff, DuMont wieder einen Buchverlag einzugründen, offene Ohren.
1956 wurde der DuMont Buchverlag gegründet, und Ernst Brücher wurde sein Verleger. Wiederum sehr schnell fand er einen kongenialen Mitgründer und Verlagsleiter in Gestalt von Karl Gutbrod (Schwiegersohn des Künstlers Willi Baumeister), und damit stand der Start des später lange profiliertesten, erfolgreichsten und öffentlich wirksamsten Kunstbuchverlags schon ab dem ersten Tag unter einem guten Stern. (Diese Rolle des profiliertesten Kunstbuchverlages wurde erst zu Beginn des 21. Jahrhunderts vom Taschen Verlag, ebenfalls in Köln, übernommen.)
Da ja unter den Nationalsozialisten fast jede Art internationalen Kulturaustauschs unterbunden war, und so – neben den eigenen „entarteten“ Künstlern – auch sehr viele andere Namen und Entwicklungen an der deutschen Öffentlichkeit vorbeigegangen waren, ergab sich die erste, risikoreiche Aufgabe des Verlages von selbst: Der künstlerisch interessierten Öffentlichkeit die Augen zu öffnen.
Dazu wurden einige Wege fast en passant neu entwickelt, die heute im Verlagswesen selbstverständlich erscheinen: Große illustrierte Monographien über einzelne Künstler mit Nahaufnahmen einzelner Bildstellen, große Bildlexika über ganze Kunstepochen, Kalender wie der „Goldene“ oder „Art“, die ganze Branchen geprägt haben, die Reihe der „DuMont Dokumente“ (große Klappenbroschuren), Reprints von Mappenwerken, von den Künstlern selbst entwickelte Originalausgaben, oder die mittlerweile legendären Reiseführer-Reihen „Kunst-Reiseführer“ und „Richtig Reisen“. Von Anfang war eine der wesentlichen Säulen des Programms die „Schwarze Reihe“, Monographien über Künstler mit ausgesuchten Farbdrucken, die damals von Hand in die Bücher eingeklebt werden mussten. Für die Kunst-Reiseführer wurde ein abgewandelter Goethe-Spruch zu einem der bekanntesten Slogans des Buchhandels: „Man sieht nur, was man weiß.“
Eine besondere Rolle spielte Ernst Brücher auch bei der Vermittlung von moderner Musik; Komponisten wie Mauricio Kagel, John Cage, Nam June Paik oder Karlheinz Stockhausen zählten ihn zu ihren engen Freunden. Die intellektuell-gesellschaftliche Haltung des Programms wurde dann noch durch die Übernahme der Zeitschrift „magnum“ mitbestimmt, die in den Jahren ihres Erscheinens in Deutschland stilbildend wirkte.
Ernst Brüchers Sohn mit Majella Neven DuMont, Niko (* 1960), ist Filmproduzent und arbeitet unter dem Namen Niko von Glasow. Ernst Brüchers Sohn Daniel Brücher (* 1954) hat nach langjähriger Tätigkeit als Verleger und Geschäftsführer der deutschen Niederlassung von Dorling Kindersley in München-Schwabing eine Buchhandlung eröffnet.

## Ehrungen
Ernst Brücher wurde am 10. Mai 1991 mit dem Verdienstorden des Landes Nordrhein-Westfalen ausgezeichnet.